# Divaldo Franco
Pour les articles homonymes, voir Franco (homonymie).
Divaldo Pereira Franco, plus connu sous le nom de Divaldo, né le 5 mai 1927 à Feira de Santana (État de Bahia) et mort le 13 mai 2025 à Salvador de Bahia (État de Bahia), est un médium spirite, philanthrope, auteur et conférencier brésilien.

## Biographie

### Jeunesse
Divaldo Franco naît le 5 mai 1927 à Feira de Santana (Etat de Bahia), à 105 km de Salvador de Bahia. Il est le cadet d'une fratrie de douze enfants, d'une famille catholique.
À l’âge de seize ans, il obtient le diplôme de professeur. En 1944, sa sœur Naïr et ses deux frères Joao et José décèdent brutalement avant sa majorité. L'année suivante, une médium de Salvador, Anna Ribeiro Borges, l’invite à assister à une réunion spirite de laquelle il ne sortira pas convaincu.
Un an plus tard, il est poussé au suicide à cause de la perte de son premier emploi, ainsi qu'une santé fragile et des cauchemars qu'il fait depuis son enfance. Il affirmera avoir été empêché de se jeter dans le vide par une vision de sa sœur défunte, l’interpellant depuis l’au-delà. Il sortira changé de cette expérience.

### Spirite

#### LeCaminho da Redençãoet laMansão do Caminho
À partir de 1945, Divaldo Franco s’investit totalement dans la divulgation de la doctrine spirite et fondera plus tard, en 1947, le centre spirite Caminho da Redenção [Chemin de la Rédemption] avec l'aide de son cousin Nilson. En 1955, étant devenu trop étroit, le centre est déplacé dans la banlieue de Salvador.
En 1952, Divaldo et Nilson édifient la Mansão do Caminho [Maison du Chemin], qui n'est au commencement qu'un centre scolaire (crèches, écoles maternelles, écoles primaires et secondaires, cours divers),. Progressivement, cette institution devient philanthropique, remplissant des missions socio-éducatives, se dotant de centres médicaux, de laboratoire d’analyses cliniques, d'un centre d’accouchement et d'un dispensaire. Il s'occupent également de la distribution de paniers alimentaires. En 2008, elle  s'occupait d'héberger et éduquer plus de 120 enfants.
La Maison du Chemin compte parmi ses soutien diverses organisations spirites comme la Fédération Spirite Brésilienne (pt), le Conseil Spirite International et l’Association médico-spirite internationale (pt).

#### Médium
Le 5 décembre 1945, Divaldo Franco trouve un poste dans une agence des Services Sociaux de l’État, qu'il occupera durant 29 ans. Il prétend entendre ce même jour pour la première fois la voix de l’esprit Manuol Vianna de Carvalho qui le guidera dans ses activités, avant de percevoir l’Esprit Joanna de Ângelis (pt). Tous deux ont en commun d'être présentés comme les véritables auteurs des livres qu'il rédige, soit sous leur dictée, soit par écriture automatique.
Il s'engagera dans les années 1980 au sein de la Confédération Spirite Panaméricaine en occupant le poste de vice-président.
Divaldo Franco a publié environ 250 ouvrages médiumniques,, traduits en 17 langues. Certains brésiliens le désigneront comme le « nouveau Chico Xavier », de qui il était ami, ce qu'il refusera. Néanmoins, Dora Incontri, présidente de l'Association brésilienne de pédagogie spirite rappellera que Chico Xavier lui-même avait reconnu que Divaldo avait plagié certains de ses messages,.
Il aura animé régulièrement des évènements et des conférences sur le spiritisme et la paix à travers le monde.

### Prises de position
En plus du centre spirite et d'une œuvre sociale, Divaldo Franco fondera en 1998 le mouvement Você e a Paz (« Vous et la paix »), présenté comme apolitique, œcuménique et laïque. En 2000, il participe à la conférence pour la paix (en) du Conseil mondial des dirigeants religieux à l'ONU comme représentant du spiritisme.
A partir des années 2010, il commence à manifester publiquement ses opinions politiques. Il prend parti pour le juge Moro à l'œuvre dans l'opération Lava Jato (2014), opération qui favorisera l'accession au pouvoir du candidat d'extrême-droite Jair Bolsonaro qu'il soutiendra ouvertement ,.
En 2018, l'Association brésilienne de pédagogie spirite dénote de sa part une position « partisane », déplorant l'usage qu'il fait de « son immense influence dans le mouvement spirite pour renforcer des positions rétrogrades, antihumanitaires ». Au cours de l'année, il dénonçait « l'idéologie du genre » comme « un moment d'hallucination psychologique de la société », le marxisme comme « un esclavage moral », s'exprimant pour continuer d'interdire le recours à l'avortement au Brésil. Ses positions lui vaudront d'être critiqués parmi les spirites brésiliens, et surnommé « médium de droite ». L'historien brésilien Marcelo Camurça et le sociologue des médias João Damasio s'accordent à dire que ces controverses ont révélées un clivage dans le mouvement spirite au Brésil, avec d'un côté les spirites « moral-conservateurs », où s'inscrivait Divaldo, et de l'autre les « progressistes »,.
Il soutiendra publiquement la candidature de Jair Bolsonaro à la présidence du Brésil et, dans le sillage des célébrations de la fondation de l'état de Bahia, il recevra de sa part l'insigne de l'ordre de Rio Branco pour son œuvre social de la Maison du chemin. En 2023, il prendra parti pour les suspects inculpés dans la tentative de coup d'Etat du 8 janvier 2023,. Ce soutien lui vaudra des critiques parmi les spirites,. La même année, l'association « Spirites à gauche » déplorait qu'il défende et relaie autant les idées que des fausses informations défendues et propagées par l'extrême-droite brésilienne.

### Fin de vie
En novembre 2024, Divaldo Franco est hospitalisé une première fois à l'hôpital São Rafael de Salvador pour une durée de neuf jours, au cours duquel un cancer de la vessie lui sera diagnostiqué. Il décède le 13 mai 2025 au soir, il était âgé de 98 ans,. Il aura été le père adoptif de près de 685 enfants.

## Distinctions
Divaldo Franco a reçu près de 400 titres honorifiques et hommages à travers le monde, :
- Docteur Honoris Causa de l’Université de Montréal (province de Québec, Canada).
- Docteur Honoris Causa de l’Université Fédérale de Bahia (Brésil).
- Docteur en Parapsychologie de la Cyberan University (Etat de l'Illinois, États-Unis).
- Diplôme de l’Ordre du Mérite Militaire (Brésil).
- Médaille de Reconnaissance, Institut de Psychologie Humaniste (Paris, France).
- Médaille de la Municipalité de Leiria (Portugal).
- Médaille de la Municipalité de Lobito (Angola).

## Ouvrages
À l'instar du médium spirite brésilien Chico Xavier, Divaldo peut écrire 450 pages en 15 jours. Cette rapidité d'exécution le conduit à publier plusieurs centaines d'ouvrages psychographiques depuis sa rencontre avec le spiritisme. La plupart lui ont été dicté par son esprit-guide Joanna de Ângelis (pt), même si de nombreux autres lui ont été dicté par les esprits Manoel Philomeno de Miranda (pt), Manuel Vianna de Carvalho, Otília Gonçalves, ou encore Amélia Rodrigues.

### Œuvres attribuées à l’Esprit Joanna de Ângelis
- Messe de Amor (1964)
- Dimensões da Verdade (1965)
- Espírito e Vida (1967)

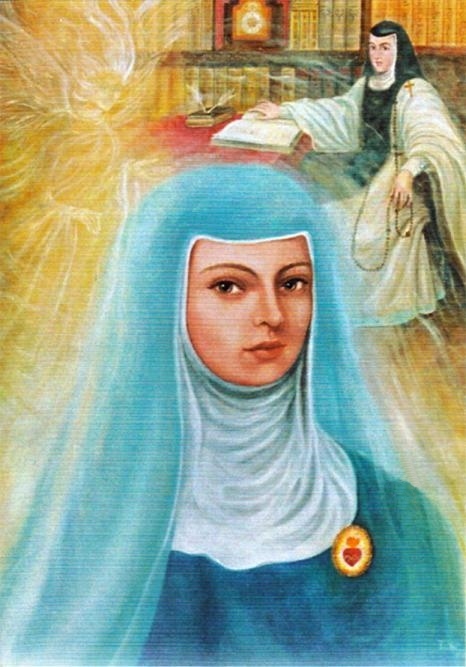
Portrait de dans Lumière Spirite (1989).

- Lumière spirite [« Lampadário Espírita »], Salvador de Bahia, Livraria Espirita Alvorada, 1989 (1re éd. 1969)
- Invitations de la vie [« Convites da Vida »], Ed. Philman, 2003, 2016 (1re éd. 1972) (BNF 45073484)
- Após a Tempestade (1974)
- Florações Evangélicas (1974)
- Leis Morais da Vida (1976)
- Au seuil de l’infini [« No Limiar do Infinito »], Salvador de Bahia, Livraria Espirita Alvorada, 1990 (1re éd. 1977)
- Rumos Libertadores (1978)
- Oferenda (1980)
- Alerta (1981)
- Estudos Espíritas (1982)
- Celeiro de Bençãos (1983)
- Otimismo (1983)
- Luz Viva (1984)
- Receitas de Paz (1984)
- Vivre et aimer [« Viver e Amar »], Salvador de Bahia, Livraria Espirita Alvorada, 2016 (1re éd. 1985)
- Episodes quotidiens [« Episódios diários »], Salvador de Bahia, Livraria Espirita Alvorada, 2018 (1re éd. 1986)
- Luz da Esperança (1986)
- Filho de Deus (1986)
- Alegria de Viver (1987)
- Responsabilidade (1987)
- Vigilance [« Vigilância »], Salvador de Bahia, Livraria Espirita Alvorada, 1995 (1re éd. 1987)
- Momentos de Coragem (1988)
- Momentos de Esperança (1988)
- Momentos de Meditação (1988)
- Jésus et l'actualité [« Jesus e Atualidade »], Salvador de Bahia, Livraria Espirita Alvorada, coll. « Série psychologique Joanna de Ângelis » (no 1), 2018 (1re éd. 1989)
- Momentos de Alegria (1989)
- Momentos de Felicidade (1990)
- Momentos de Iluminação (1990)
- L'Homme Intégral [« O Homem Integral »], Salvador de Bahia, Livraria Espirita Alvorada, coll. « Série psychologique Joanna de Ângelis » (no 2), 2018 (1re éd. 1990)
- Momentos de Harmonia (1991)
- Momentos de Consciência (1991)
- Plénitude [« Plenitude »], Salvador de Bahia, Livraria Espirita Alvorada, coll. « Série psychologique Joanna de Ângelis » (no 3), 2021 (1re éd. 1991) (BNF 46930552)
- Momentos de Saúde e de Consciência, coll. « Série psychologique Joanna de Ângelis » (no 4) (1re éd. 1992)
- Vida Feliz (1992)
- O Ser Consciente, coll. « Série psychologique Joanna de Ângelis » (no 5) (1re éd. 1993)
- Momentos Enriquecedores (1994)
- À la découverte de soi : une quête intérieure [« Autodescobrimento : uma busca interior »], Ed. Philman, coll. « Série psychologique Joanna de Ângelis » (no 6), 2021 (1re éd. 1995) (BNF 45605274)
- Desperte e Seja Feliz, coll. « Série psychologique Joanna de Ângelis » (no 7) (1re éd. 1996)
- Vida : Desafios e Soluções, coll. « Série psychologique Joanna de Ângelis » (no 8) (1re éd. 1997)
- Adolescência e Vida (1997)
- Amor, Imbatível Amor, coll. « Série psychologique Joanna de Ângelis » (no 9) (1re éd. 1998)
- Sendas Luminosas (1998)
- Dias Gloriosos (1999)
- Fonte de Luz (2000)
- O Despertar do Espírito, coll. « Série psychologique Joanna de Ângelis » (no 10) (1re éd. 2000)
- Jesus e o Evangelho à Luz da Psicologia Profunda, coll. « Série psychologique Joanna de Ângelis » (no 11) (1re éd. 2000)
- No Rumo da Felicidade (2001)
- Nascente de Bençãos (2001)
- Triunfo Pessoal, coll. « Série psychologique Joanna de Ângelis » (no 12) (1re éd. 2002)
- Garimpo de Amor (2003)
- Conflitos Existenciais, coll. « Série psychologique Joanna de Ângelis » (no 13) (1re éd. 2005)
- Constellation familiale [« Constelação familiar »], Lyon, Ed. Philman, 2022 (1re éd. 2005) (BNF 47255101)
- Iluminação Interior (2006)
- O Amor como Solução (2006)
- Sexe et conscience [« Sexo e consciência »] (Luiz Fernando Lopes (éditeur scientifique)), Lyon, Ed. Philman, 2022 (1re éd. 2013) (BNF 47029543)
- Encontro com a Paz e a Saúde, coll. « Série psychologique Joanna de Ângelis » (no 14) (1re éd. 2014)
- Em Busca da Verdade, coll. « Série psychologique Joanna de Ângelis » (no 15) (1re éd. 2014)
- La psychologie de la gratitude [« Psicologia da gratidão »], Ed. Philman, coll. « Série psychologique Joanna de Ângelis » (no 16), 2018 (1re éd. 2014) (BNF 45605274)
- Francisco, o sol de Assis (2014)
- O Colar de Diamantes (2014)
- Pensamentos de Joanna de Ângelis (2014)
- S.O.S. Família (2014)
- Tesouros Libertadores (2014)
- Segue em Harmonia (2015)
- Seja Feliz Hoje (2016)
- Jesus e Vida (2017)
- Amor e Sexualidade : A Conquista da Alma (2018)
- Luz nas Trevas (2018)
- Momentos de Sublimação (2018)
- Recados para a Vida (2018)
- Contribuições de Joanna de Ângelis (2019)
- Vidas Vazias (2020)

### Œuvres attribuées à l’Esprit Manoel Philomeno de Miranda
- Sauvée de la folie [« Obsession »], Genève, Ed. Vivez Soleil, 1985[7]
- Sexe et Obsession [« Sexo e Obssessao »], Salvador de Bahia, Livraria Espirita Alvorada, 2010 (1re éd. 2002)
- Tourments de l’obsession [« Tormentos da obsessão »], Salvador de Bahia, Livraria Espirita Alvorada, 2012
- Pour une pratique médiumnique de qualité [« Qualidade na pratica mediunica »], Lyon, Ed. Philman, 2022 (BNF 47170645)
- Vers le monde de régénération [« No rumo do mundo de regeneração »], Lyon, Ed. Philman, 2022 (BNF 47100467)
- L’exercice de la médiumnité [« Vivência mediúnica »], Lyon, les Editions Philman, 2022

### Œuvres attribuées à l’Esprit Amélia Rodrigues
- Lumière du monde [« Luz do mundo »], Lyon, Ed. Philman, 2022 (1re éd. 2017) (BNF 47255684)
- Que ton règne vienne [« Primícias do reino »], Lyon, Ed. Philman, 2022 (BNF 47015351)

### Œuvres attribuées à l’Esprit Manuel Vianna de Carvalho
- Médiums et Médiumnité, Salvador de Bahia, Livraria Espirita Alvorada, 2011

### Œuvres attribuées à l’Esprit Otília Gonçalves
- Le passage [« Além da Morte »], Salvador de Bahia, Livraria Espirita Alvorada, 1989 (1re éd. 1967)